# En plats i solen (Kent)
En plats i solen è il nono album discografico in studio del gruppo musicale rock svedese Kent, pubblicato nel 2010.

## Tracce
1. Glasäpplen – 4:48
2. Ismael – 4:25
3. Skisser för sommaren – 4:14
4. Ärlighet Respekt Kärlek – 4:28
5. Varje gång du möter min blick – 4:27
6. Ensam lång väg hem – 4:11
7. Team building – 3:58
8. Gamla Ullevi – 3:38
9. Minimalen – 4:21
10. Passagerare – 4:18

## Formazione
Gruppo
- Joakim Berg - voce, chitarra
- Martin Sköld - basso, tastiere
- Sami Sirviö - chitarra, tastiere
- Markus Mustonen - batteria, cori, tastiere, piano

Collaboratori
- Anders "Boba" Lindström - coro (4)
- Lars Winnerbäck - coro (4)
- Heikki Kiviaho - coro (7)
- Rebecka Törnqvist - voce (10)